# كلوبينزوريكس
كلوبينزوريكس (بالإنجليزية: Clobenzorex)‏ هو عقار مُنبِّه من صِنف الأمفيتامين يُستعمل مُفقِدًا للشهية. توزِّع العقار شركة أفينتس توزيعًا قانويًّا في المكسيك.